# Теодор Більгарц
Теодор Більгарц (нім. Theodor Bilharz) — німецький лікар, паразитолог.

## Біографія

### Освіта
Білгарц навчався в середній школі у рідному місті Зігмарінген. З юних років проявляв інтерес до ентомології. Вивчав філософію протягом двох років в Університеті Фрайбурга. Далі вивчав медицину в університеті Тюбінгена, і у 1847 році він виграв премію медичного факультету за дисертацію про кров безхребетних. Закінчив університет в 1848 році з фахом патологоанатом. Після закінчення зайняв посаду начальника відділення Патології в Університеті Фрайбурга.

### Кар'єра
У 1850 році він супроводжував свого колишнього вчителя, Вільгельма Грізінгера, в Єгипет і став першим завідувачем хірургії у медичній школі та лікарні Каср-ель-Айні у Каїрі. Також обіймав посаду старшого консультанта у відділі медицини внутрішніх органів, а також служив в армії, де він досяг звання підполковника. У 1851 році Білгарц виявив гельмінта, що жив у тонкій кишці єгипетянина. Крім того під час розтину трупа, він виявив подібного черв'яка, який був причиною шистосомоза. Спочатку вид гельмінта назвали Distomum haematobium. Згодом було відзначено, що тільки одна з присосок містила порожнину рота і в 1856 році Генріх Меккелем фон Гемсбах запропонував, щоб організм перейменовати у Bilharzia haematobium. У 1858 році Weinland запропонував родову назву Schistosoma («грец. розділене тіло»). Після цього назва виду Schistosoma haematobium була офіційно прийнята Міжнародною комісією із зоологічної номенклатури. У 1853 році Білгарц став головним лікарем, а в 1856 році призначений професором анатомії.

### Смерть
Він помер у 1862 році від ускладнень черевного тифу після повернення до Каїру з експедиції у Массауа, у віці 37 років. Похований в Каїрі.

## Вшанування
На честь Більгарца названо:
- Bilharzia - рід, синонім шистосом.
- Науково-дослідний інститут Теодора Більгарца у місті Гіза, Єгипет.
- Кратер Більгарц на Місяці.